# Gmina Kamanje
Gmina Kamanje (chorw. Općina Kamanje) – gmina w Chorwacji, w żupanii karlowackiej. W 2011 roku liczyła  891 mieszkańców.